# Johann Christoph Bautzmann
Johann Christoph Bautzmann (* 5. Oktober 1645 in Hamburg; † nach 1716) war ein deutscher Mediziner.

## Leben
Bautzmann wuchs in Otterndorf als Sohn des Arztes Christoph Bautzmann, nachmals Leibarzt des Herzogs Adolf Friedrich von Mecklenburg und Landphysikus der Herzogtümer Bremen und Verden, auf. Er besuchte die Schule in Schwerin, Stade und Arnstadt und studierte ab 1666 Pharmazie und Medizin an den Universitäten Erfurt, Jena und – nach einer durch eine Verletzung seines Vaters bedingten Unterbrechung – ab 1670 in Kiel und 1671 in Leiden, wo er am 9. Juni 1673 zum Dr. med. promoviert wurde. Nach Beendigung seiner Studien unternahm er eine größere Reise nach Italien (Venedig, Verona, Mantua, Ferrara, Ancona, Loretto, Rom und Neapel). Eine Fortsetzung seiner Reise durch Frankreich wurde durch den Krieg dort verhindert. Über Straßburg, Nürnberg und Leipzig kehrte er in seine Heimat zurück. Am 22. August 1676 wurde er durch die Fürsten Georg Wilhelm und Rudolf August zum Garnisonarzt in Stade ernannt. 1679 wurde er königlich schwedischer Arzt für die Herzogtümer Bremen und Verden. 1716 ließ er sich in Hamburg nieder.

## Werke
- Eilfertige Gedanken, betreffend die itzo häufig im Schwang gehende Fieber (Stade 1679)
- Vernünftiges Urtheil von den tödlichen Wunden, zum Nutzen der Chirurgorum bey den Armeen und in kleinen Oertern (Stade 1711)